# Campionato mondiale di snooker 1936
Il Campionato mondiale di snooker 1936 è la decima edizione di questo torneo, che si è disputato dal 23 marzo al 2 maggio 1936, presso la Thurston's Hall e la Borroughes Hall di Londra, in Inghilterra.
Il torneo è stato vinto da Joe Davis, il quale ha battuto in finale Horace Lindrum per 34-27. L'inglese si è aggiudicato così il suo decimo Campionato mondiale consecutivo.
Il campione in carica era Joe Davis, il quale ha confermato il titolo.
Durante il corso del torneo è stato realizzato un century break, una serie da 101 messa a referto da Horace Lindrum.

## Programma
| Incontro                       | Turno            | Date di gioco                  | Impianto        | Città  |
| ------------------------------ | ---------------- | ------------------------------ | --------------- | ------ |
| Clare O'Donnell-Syndey Lee     | Turno 1          | dal 23 al 25 marzo 1936        | Thurston's Hall | Londra |
| Horace Lindrum-Bert Terry      | Turno 1          | dal 26 al 28 marzo 1936        | Thurston's Hall | Londra |
| Joe Davis-Tom Newman           | Turno 1          | 30 marzo e 1º aprile 1936      | Thurston's Hall | Londra |
| Willie Smith-Sidney Smith      | Turno 1          | dal 2 al 4 aprile 1936         | Thurston's Hall | Londra |
| Conrad Stanbury-Alec Mann      | Turno 1          | dal 6 all'8 aprile 1936        | Borrouhes Hall  | Londra |
| Stanley Newman-Tom Dennis      | Quarti di finale | dal 6 all'8 aprile 1936        | Thurston's Hall | Londra |
| Horace Lindrum-Clare O'Donnell | Quarti di finale | dal 13 al 15 aprile 1936       | Borroughes Hall | Londra |
| Joe Davis-Willie Smith         | Quarti di finale | dal 13 al 15 aprile 1936       | Thurston's Hall | Londra |
| Alec Brown-Conrad Stanbury     | Quarti di finale | dal 16 al 18 aprile 1936       | Thurston's Hall | Londra |
| Horace Lindrum-Stanley Newman  | Semifinali       | dal 20 al 22 aprile 1936       | Thurston's Hall | Londra |
| Joe Davis-Alec Brown           | Semifinali       | dal 23 al 25 aprile 1936       | Thurston's Hall | Londra |
| Joe Davis-Horace Lindrum       | Finale           | dal 27 aprile al 2 maggio 1936 | Thurston's Hall | Londra |

## Tabellone
|  | Turno 1 31 frames      | Turno 1 31 frames | Turno 1 31 frames |  |  | Quarti di finale 31 frames | Quarti di finale 31 frames | Quarti di finale 31 frames |    |                        | Semifinali 31 frames   | Semifinali 31 frames | Semifinali 31 frames |  |  | Finale 61 frames | Finale 61 frames | Finale 61 frames |
|  |                        |                   |                   |  |  |                            |                            |                            |    |                        |                        |                      |                      |  |  |                  |                  |                  |
|  | Inghilterra (bandiera) | Joe Davis         | 29                |  |  |                            |                            |                            |    |                        |                        |                      |                      |  |  |                  |                  |                  |
|  | Inghilterra (bandiera) | Tom Newman        | 2                 |  |  | Inghilterra (bandiera)     | Joe Davis                  | 22                         |    |                        |                        |                      |                      |  |  |                  |                  |                  |
|  | Inghilterra (bandiera) | Willie Smith      | 16                |  |  | Inghilterra (bandiera)     | Willie Smith               | 9                          |    |                        |                        |                      |                      |  |  |                  |                  |                  |
|  | Inghilterra (bandiera) | Sidney Smith      | 15                |  |  |                            |                            |                            |    | Inghilterra (bandiera) | Joe Davis              | 21                   |                      |  |  |                  |                  |                  |
|  | Canada (bandiera)      | Conrad Stanbury   | 22                |  |  |                            | Inghilterra (bandiera)     | Alec Brown                 | 10 |                        |                        |                      |                      |  |  |                  |                  |                  |
|  | Inghilterra (bandiera) | Alec Mann         | 9                 |  |  | Canada (bandiera)          | Conrad Stanbury            | 15                         |    |                        |                        |                      |                      |  |  |                  |                  |                  |
|  |                        |                   |                   |  |  | Inghilterra (bandiera)     | Alec Brown                 | 16                         |    |                        |                        |                      |                      |  |  |                  |                  |                  |
|  |                        |                   |                   |  |  |                            |                            |                            |    |                        | Inghilterra (bandiera) | Joe Davis            | 34                   |  |  |                  |                  |                  |
|  |                        |                   |                   |  |  |                            | Australia (bandiera)       | Horace Lindrum             | 27 |                        |                        |                      |                      |  |  |                  |                  |                  |
|  |                        |                   |                   |  |  | Inghilterra (bandiera)     | Stanley Newman             | w/o                        |    |                        |                        |                      |                      |  |  |                  |                  |                  |
|  |                        |                   |                   |  |  | Inghilterra (bandiera)     | Tom Dennis                 | w/d                        |    |                        |                        |                      |                      |  |  |                  |                  |                  |
|  |                        |                   |                   |  |  |                            |                            |                            |    | Inghilterra (bandiera) | Stanley Newman         | 2                    |                      |  |  |                  |                  |                  |
|  | Australia (bandiera)   | Horace Lindrum    | 20                |  |  |                            | Australia (bandiera)       | Horace Lindrum             | 29 |                        |                        |                      |                      |  |  |                  |                  |                  |
|  | Inghilterra (bandiera) | Bert Terry        | 11                |  |  | Australia (bandiera)       | Horace Lindrum             | 19                         |    |                        |                        |                      |                      |  |  |                  |                  |                  |
|  | Canada (bandiera)      | Clare O'Donnell   | 16                |  |  | Canada (bandiera)          | Clare O'Donnell            | 6                          |    |                        |                        |                      |                      |  |  |                  |                  |                  |
|  | Inghilterra (bandiera) | Sydney Lee        | 15                |  |  |                            |                            |                            |    |                        |                        |                      |                      |  |  |                  |                  |                  |

| Finale (61 frames) Thurston's Hall, Londra, dal 27 aprile al 2 maggio 1936. Arbitro: ? |       |                |
| Joe Davis                                                                              | 34–27 | Horace Lindrum |
|                                                                                        |       |                |
| Joe Davis vince il Campionato mondiale di snooker 1936                                 |       |                |